# Thereva mirabilis
Thereva mirabilis är en tvåvingeart som beskrevs av Lyneborg 1987. Thereva mirabilis ingår i släktet Thereva och familjen stilettflugor.
Artens utbredningsområde är Tunisien. Inga underarter finns listade i Catalogue of Life.